# Volvo 200-serie

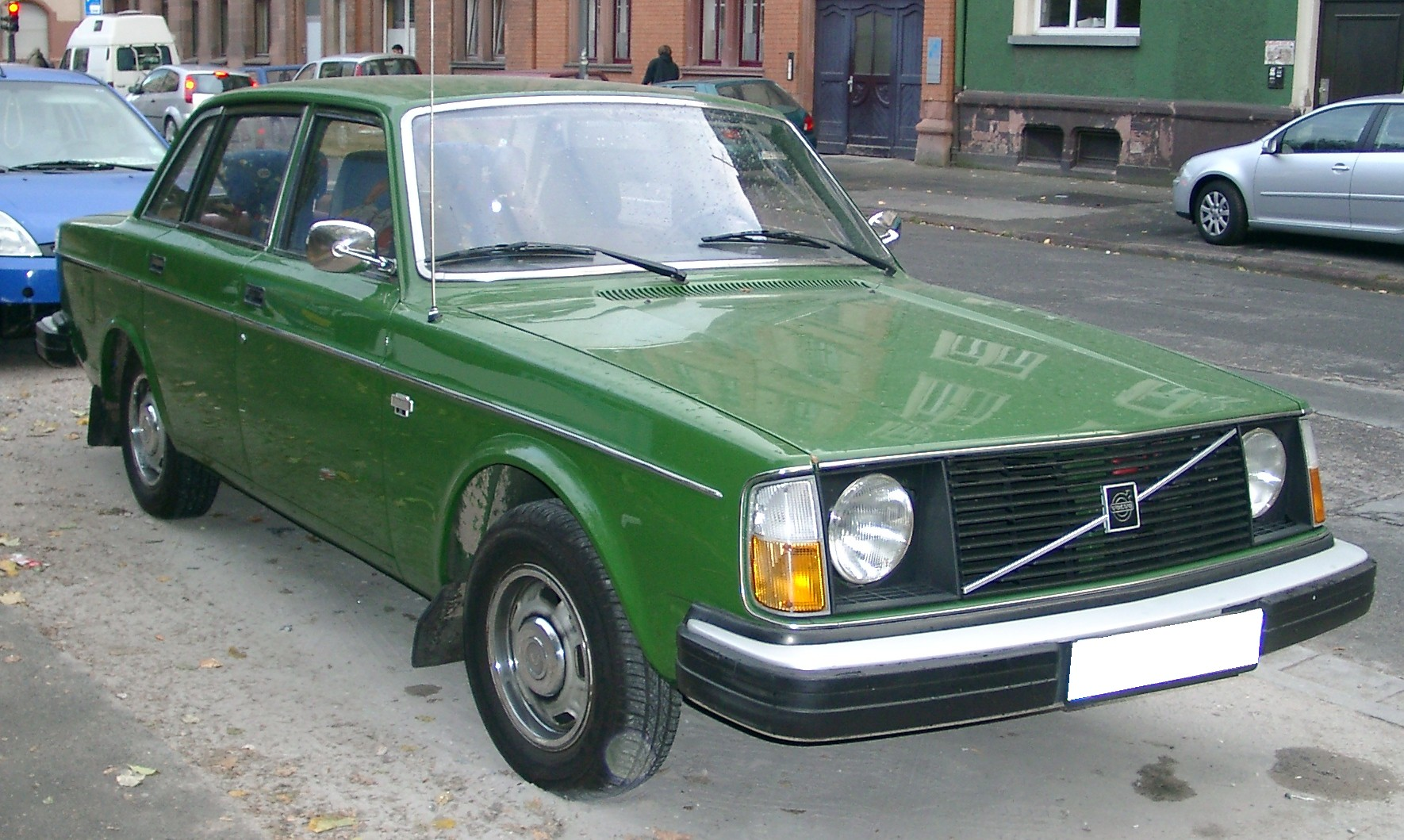
Oudere 244

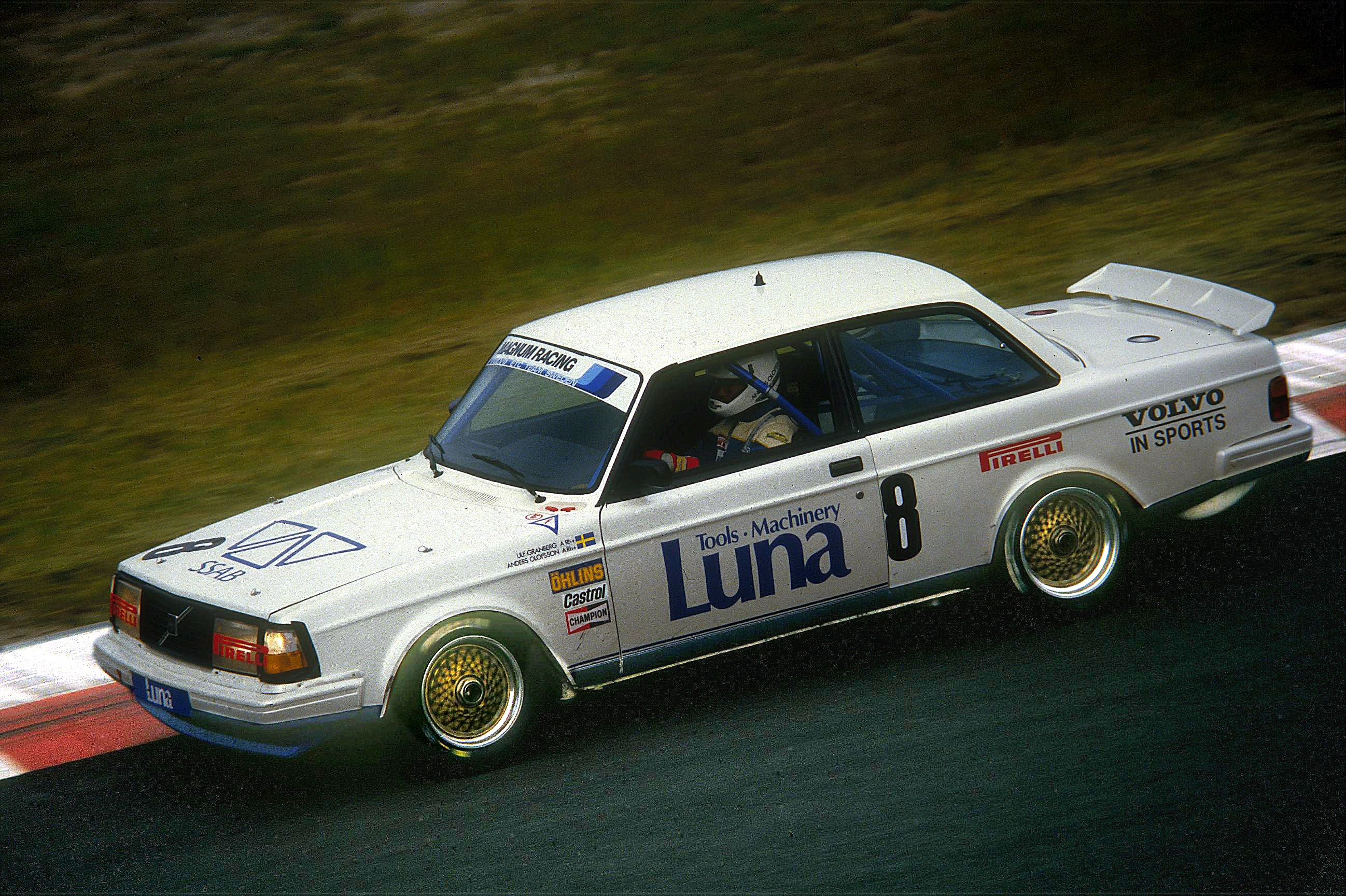
Volvo 240 Turbo-toerwagen

De Volvo 200-serie is een automodel van Volvo. De auto is eind 1974 op de markt verschenen als opvolger van de Volvo 100-serie. Uiterlijk vertoont het model zoveel gelijkenis met zijn voorganger dat ze voor een "leek" moeilijk te onderscheiden zijn. Het aantal technische verbeteringen is echter groot. De conceptauto Volvo VESC heeft veel innovaties gepresenteerd die in de 200-serie zijn gerealiseerd.

## Varianten
Bij de introductie duidde men de verschillende varianten aan met de volgende typenummers:
- 242, 4-cilinder, tweedeurs sedan[1]
- 244, 4-cilinder, vierdeurs sedan[2]
- 245, 4-cilinder, estate[3]
- 264, 6-cilinder, vierdeurs sedan[4]

Later verschenen:
- 265, 6-cilinder, estate[5]
- 262, 6-cilinder, tweedeurs sedan[6]
- 262C, een door Bertone ontworpen coupé op basis van de 264[7]

Een van de meerdere aanpassingen in 1983 betrof een wijziging van de typenummering. Vanaf deze upgrade werden alle modellen Volvo 240 of 260 genoemd. Intern en bij liefhebbers zijn de oude typenummers in gebruik gebleven om de verschillende varianten aan te duiden.

## Techniek
De 200-serie wordt achterwielaangedreven door een in lengte geplaatste Volvo Redblock, een serie motoren doorontwikkeld uit de 4-cilinder-B16A-lijnmotor, welke in 1956 in de Volvo Amazon is geïntroduceerd. Ook is de PRV-motor toegepast. Deze 2,7 liter-V6-benzinemotor is samen met Renault (R30) en Peugeot (604) ontwikkeld. De 6-cilinder-dieselmotoren (D24T(IC), 2,4 liter) werden van Volkswagen AG (bedrijfswagentak) betrokken.

## Opvolgers
Directe opvolgers heeft de Volvo 240 niet. De respectievelijk in 1982 en 1990 geïntroduceerde Volvo 700-serie en Volvo 900-serie opereren in ongeveer hetzelfde segment van de markt en Volvo had de hoop dat deze de plaats van de 240 zouden innemen. Echter door de aanvankelijk tegenvallende verkopen van deze series bleef Volvo de populaire 240 moderniseren en in het programma houden. Pas na de succesvolle introductie van de revolutionaire Volvo 850 durfde Volvo de productie van de 240 te staken.
Volvo's 240 uit de laatste jaren kregen een zeer volledige uitrusting (GLE) en de toevoeging Polar (basisuitvoering) mee. Uiteindelijk viel het doek voor de 240 sedan in 1992 in Nederland, maar geproduceerd tot in begin 1993, en voor de 240 estate in mei 1993. De 240 was een zeer succesvol model en het feit dat hij bijna 20 jaar is geproduceerd zegt zeker iets over de vooruitziende blik van de ontwerpers destijds en de kwaliteit van de auto.

## Galerij

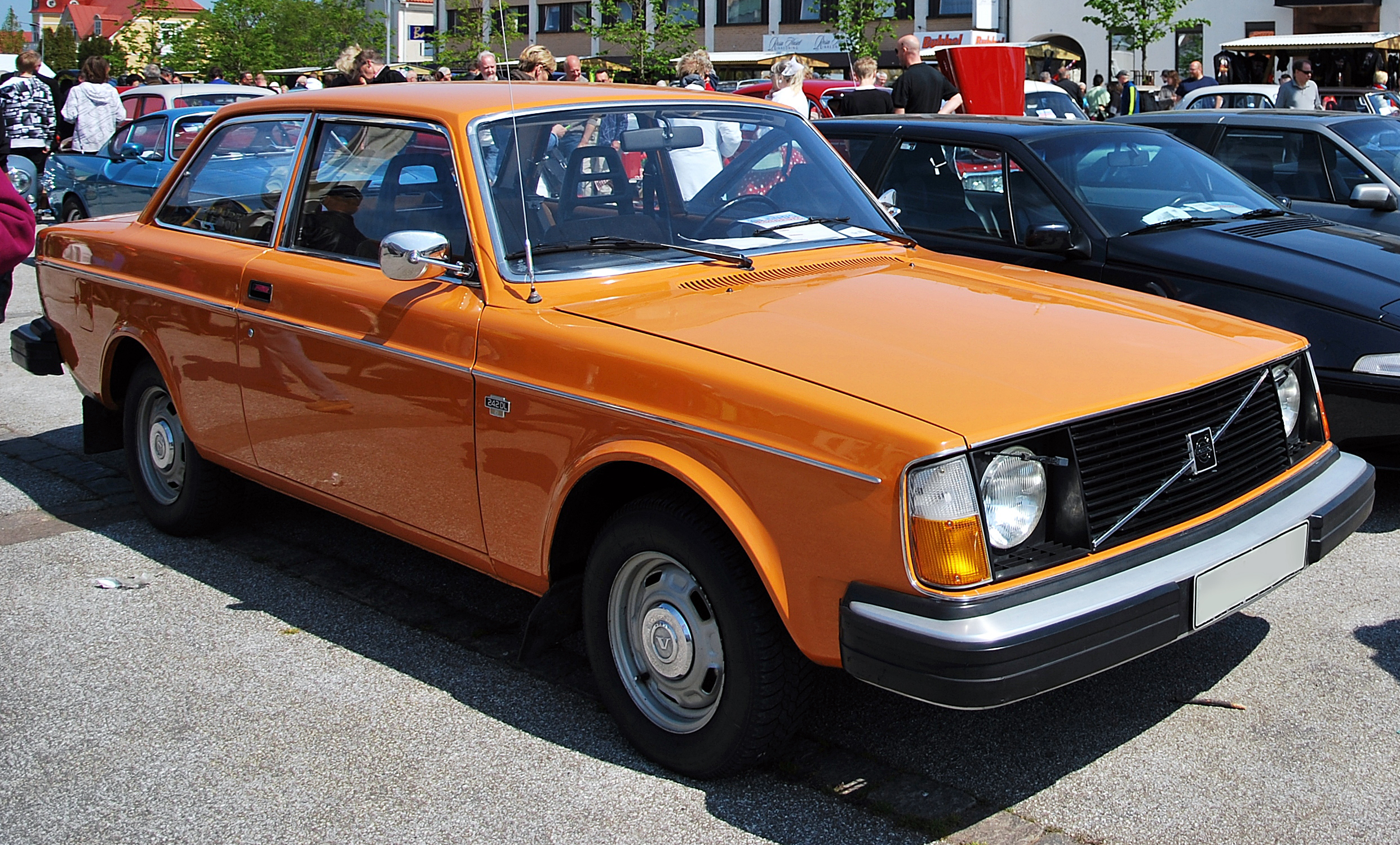
242 DL, 1976
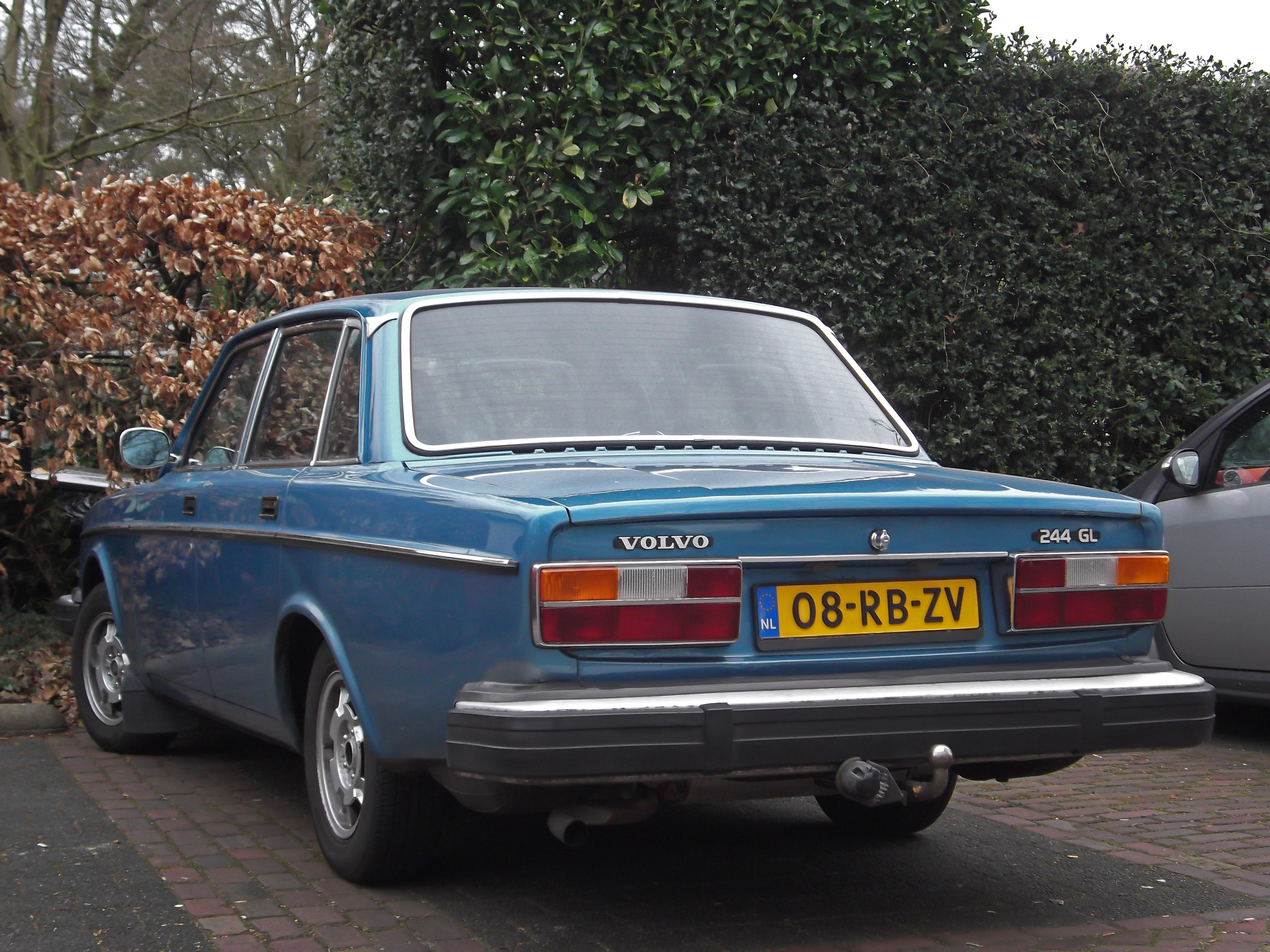
244 GL, 1978
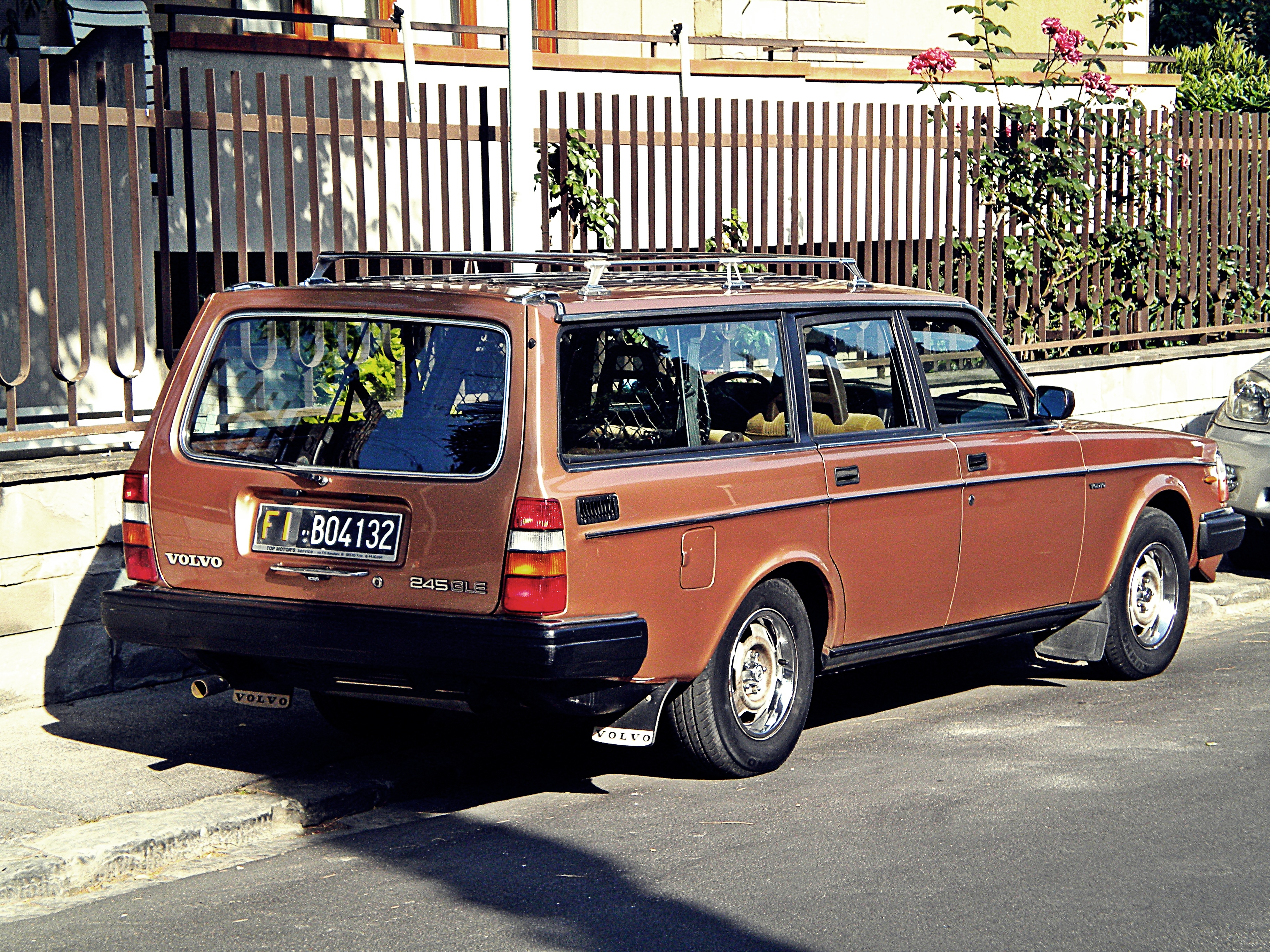
245 GLE
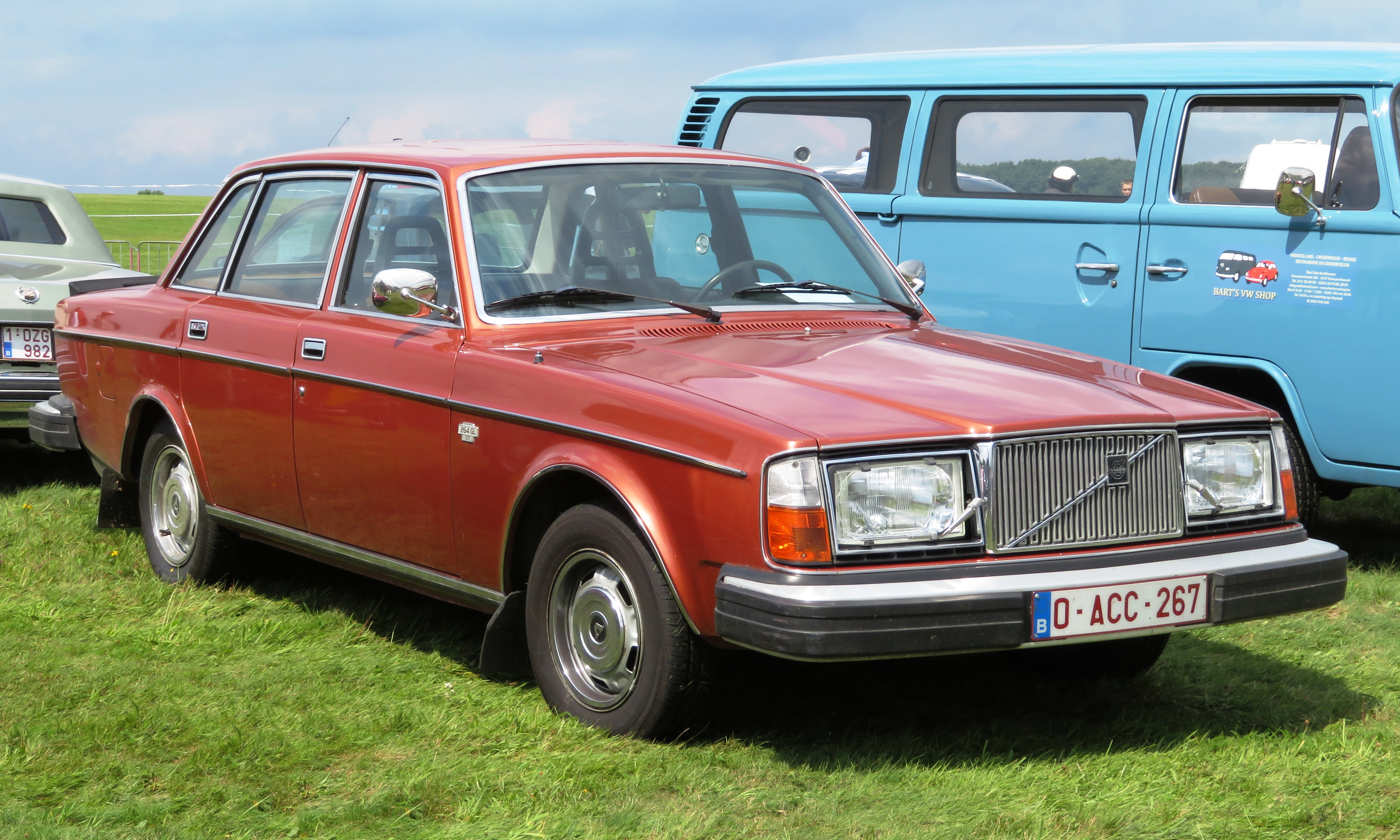
264 GL
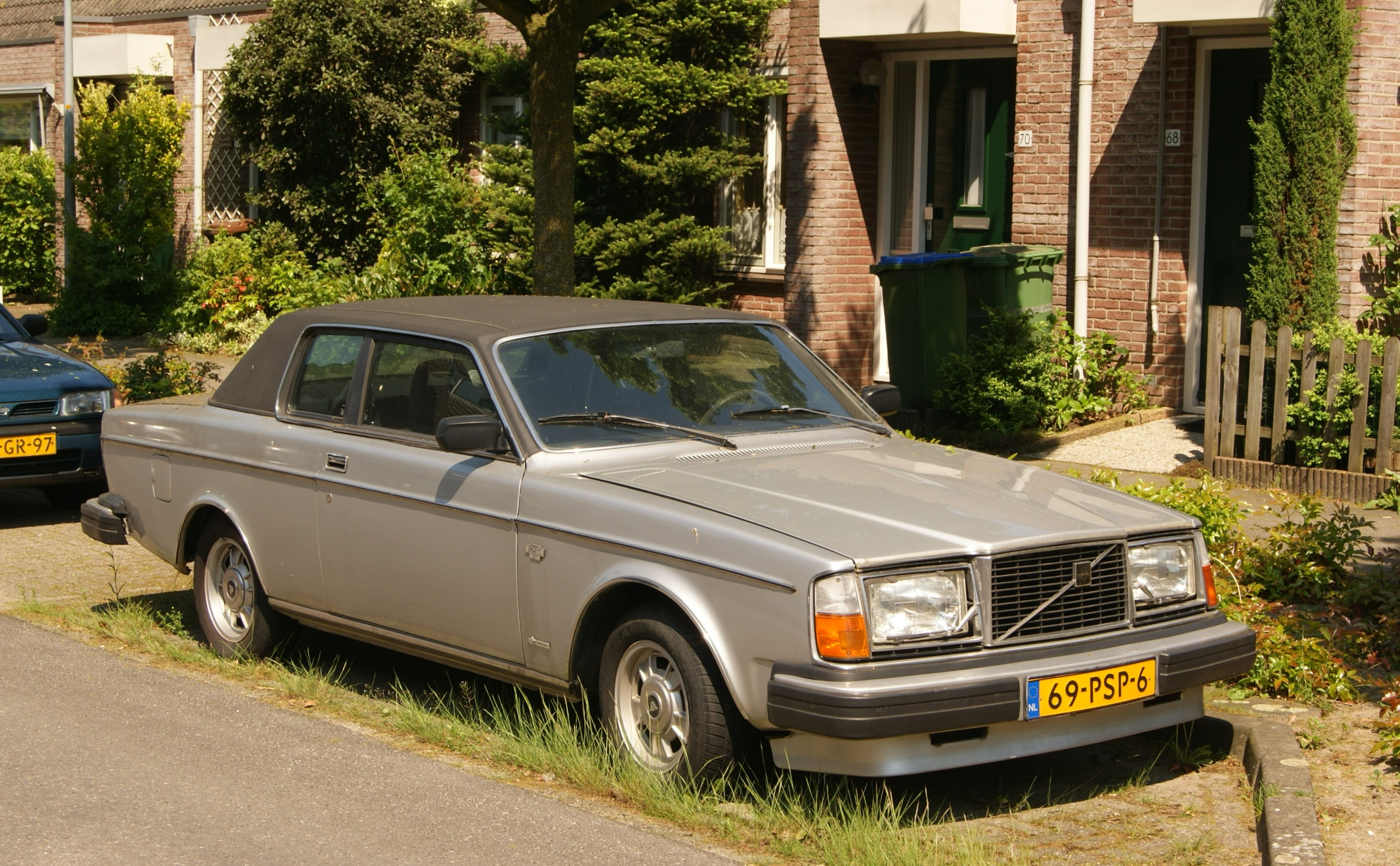
262C, 1978